# Figitidae

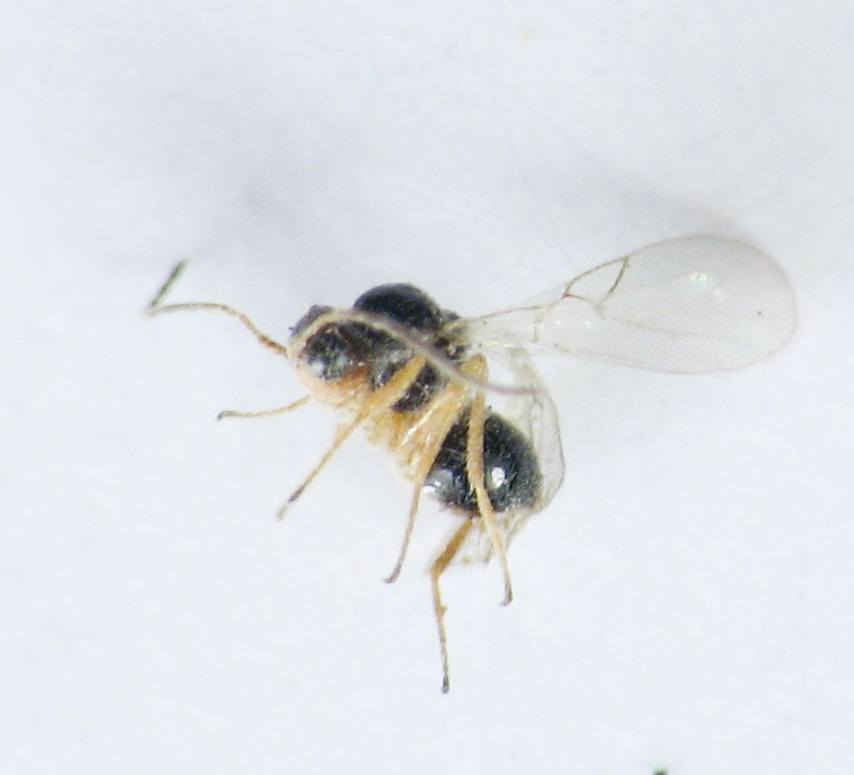
Subfamilia Charipinae

Figitidae es una familia de avispas parasitoides. Se han descrito 1.400 especies en más de 130 géneros pero quedan muchas por describir. Por ejemplo la subfamilia más numerosa, Eucoilinae (antes considerada una familia aparte, Eucolidae o colocada dentro de Cynipidae), tiene más de 1.000 especies descritas pero se cree que esto es sólo una fracción de la diversidad total. Las especies de Figitidae están distribuidas por todo el mundo.
Son parasitoides. Se alimentan de larvas de Diptera o Hemerobiidae y Chrysopidae (Neuroptera) o Syrphidae (Diptera); de avispas de agallas cinipoides o calcidoides; o de Braconidae o Chalcidoidea que parasitan a Hemiptera.

## Sistemática
Hasta el año 2011 se consideraba que tenía 12 subfamilias.
- Anacharitinae
- Aspicerinae
- Charipinae
- Emargininae
- Euceroptrinae
- Eucoilinae
- Figitinae
- Mikeiinae
- Parnipinae
- Plectocynipinae
- Pycnostigminae
- Thrasorinae